# Abbey Village
Abbey Village – wieś w Anglii, w hrabstwie Lancashire, w dystrykcie Chorley. Leży 33 km na północny zachód od miasta Manchester i 293 km na północny zachód od Londynu.